# Кіт Картер (плавець)
Кіт Картер (англ. Keith Carter, 30 серпня 1924 — 3 травня 2013) — американський плавець.
Призер Олімпійських Ігор 1948 року.